# Abdel Abqar
Abdelkabir Abqar (Settat, 10 marzo 1999) è un calciatore marocchino, difensore del Getafe e della nazionale marocchina.

## Carriera

### Club

#### Malaga
Nato a Settat, Abqar si è unito al settore giovanile del Malaga nel 2017 dall'Accademia Mohammed VI. Ha debuttato con le riserve il 12 novembre 2017 partendo titolare in Tecera División contro l'Huétor Tajár.
Ha fatto il suo debutto in prima squadra l'11 settembre 2018 partendo titolare in una sconfitta per 2-1 contro l'Almería in Coppa del Re. È stata la sua unica apparizione con la prima squadra, perché ha continuato a giocare regolarmente con la squadra B che ha subito la retrocessione al termine della stagione 2018-19.

#### Alavés
Il 22 luglio 2020 ha firmato con un'altra squadra riserve, l'Alavés B in Segunda División B. Il 6 maggio successivo ha rinnovato il contratto fino al 2025.
È apparso con la prima squadra per la prima volta il 30 novembre 2021, giocando l'intero secondo tempo in una vittoria per 3-0 contro l'Unami, per la coppa nazionale. È stato promosso definitivamente in prima squadra nella stagione 2022-23, con il club in Segunda División, ed è diventato una prima scelta per il club che è tornato in Liga al primo tentativo; il suo primo gol da professionista è arrivato il 29 ottobre 2022, quando ha segnato il primo gol in una vittoria per 2-1 contro il Real Oviedo.

### Nazionale
Il 13 marzo 2023 è stato convocato in prima squadra del Marocco dall'allenatore Walid Regragui per delle amichevoli contro Brasile e Perù.
Convocato per la Coppa d'Africa 2023, non disputa nessuna delle 4 partite dei maghrebini, che vengono eliminati agli ottavi.
Esordisce il 22 marzo 2024 nell'amichevole vinta 1-0 contro l'Angola.

## Statistiche

### Presenze e reti nei club
Statistiche aggiornate al 24 settembre 2024.
| Stagione        | Squadra         | Campionato      | Campionato | Campionato | Coppe nazionali | Coppe nazionali | Coppe nazionali | Coppe continentali | Coppe continentali | Coppe continentali | Altre coppe | Altre coppe | Altre coppe | Totale | Totale | Totale |
| Stagione        | Squadra         | Comp            | Pres       | Reti       | Comp            | Pres            | Reti            | Comp               | Pres               | Reti               | Comp        | Pres        | Reti        | Pres   | Reti   |        |
| --------------- | --------------- | --------------- | ---------- | ---------- | --------------- | --------------- | --------------- | ------------------ | ------------------ | ------------------ | ----------- | ----------- | ----------- | ------ | ------ | ------ |
| 2018-2019       | Malaga B        | SDB             | 24         | 0          | -               | -               | -               | -                  | -                  | -                  | -           | -           | -           | 24     | 0      |        |
| 2019-2020       | Malaga B        | TD              | 21         | 1          | -               | -               | -               | -                  | -                  | -                  | -           | -           | -           | 21     | 1      |        |
| Totale Málaga B | Totale Málaga B | Totale Málaga B | 45         | 1          |                 | -               | -               |                    | -                  | -                  |             | -           | -           | 45     | 1      |        |
| 2018-2019       | Malaga          | SD              | 0          | 0          | CR              | 1               | 0               | -                  | -                  | -                  | -           | -           | -           | 1      | 0      |        |
| 2020-2021       | Alavés B        | SDB             | 14         | 0          | -               | -               | -               | -                  | -                  | -                  | -           | -           | -           | 14     | 0      |        |
| 2021-2022       | Alavés B        | TDR             | 10         | 0          | -               | -               | -               | -                  | -                  | -                  | -           | -           | -           | 10     | 0      |        |
| Totale Alavés B | Totale Alavés B | Totale Alavés B | 24         | 0          |                 | -               | -               |                    | -                  | -                  |             | -           | -           | 24     | 0      |        |
| 2021-2022       | Alavés          | PD              | 0          | 0          | CR              | 1               | 0               | -                  | -                  | -                  | -           | -           | -           | 1      | 0      |        |
| 2022-2023       | Alavés          | SD              | 39         | 1          | CR              | 1               | 0               | -                  | -                  | -                  | -           | -           | -           | 40     | 1      |        |
| 2023-2024       | Alavés          | PD              | 27         | 0          | CR              | 0               | 0               | -                  | -                  | -                  | -           | -           | -           | 27     | 0      |        |
| 2024-2025       | Alavés          | PD              | 7          | 0          | CR              | 0               | 0               | -                  | -                  | -                  | -           | -           | -           | 7      | 0      |        |
| Totale Alavés   | Totale Alavés   | Totale Alavés   | 73         | 1          |                 | 2               | 0               |                    | -                  | -                  |             | -           | -           | 75     | 1      |        |
| Totale carriera | Totale carriera | Totale carriera | 142        | 2          |                 | 3               | 0               |                    | -                  | -                  |             | -           | -           | 145    | 2      |        |